# Dehaasia nitida
Dehaasia nitida är en lagerväxtart som beskrevs av Elmer Drew Merrill. Dehaasia nitida ingår i släktet Dehaasia och familjen lagerväxter. Inga underarter finns listade i Catalogue of Life.